# Collette Wolfe
Collette Marie Wolfe, o más conocida como Collette Wolfe (4 de abril de 1980, King George, Virginia, Estados Unidos), es una actriz estadounidense conocida por su participación en las películas 17 otra vez (2009), Hot Tub Time Machine (2010) y Young Adult (2011).

## Biografía
Colette nació en la localidad estadounidense de King George, en el estado de Virginia. Allí pasó la mayoría de su juventud, donde más tarde se graduó en el Instituto de Educación Secundaria King George, cuna de algunos alumnos destacados como el tackle ofensivo de los Osos de Chicago, Jermon Bushrod, o la congresista del Partido Demócrata de Virginia, Krystal Ball.
Debutó por primera vez en el cine en 2006 tras realizar su primer casting, con la película The Foot Fist Way, dirigida por su actual marido Jody Hill y donde interpretaba el papel de Denise; Wolfe volvió a participar en otra de las películas de Hill 3 años más tarde, actuando como Nell en Observe and Report. No debutó en televisión hasta 2009, con la serie de televisión, Reaper, donde participó en tan solo un episodio haciendo el papel de Olivia.
Aunque su carrera llevaba 3 años en funcionamiento, Colette no consiguió un papel en un filme destacado hasta 2009, tras interpretar a Wendy en 17 otra vez, protagonizada por Zac Efron. En 2010 entró a formar parte de un reparto principal como coprotagonista de la película Hot Tub Time Machine, donde dio vida a Kelly, la madre de Jacob (Clark Duke) en el pasado y como adolescente.

## Filmografía

### Cine
| Año  | Película                               | Papel                   | Director             |
| ---- | -------------------------------------- | ----------------------- | -------------------- |
| 2015 | Hot Tub Time Machine 2                 | Kelly                   | Steve Pink           |
| 2014 | Interstellar                           | Srta. Hanley            | Christopher Nolan    |
| 2014 | Beautiful Now                          | Ella                    | Daniela Amavia       |
| 2014 | Play Nice                              | Raquel Jacobs           | Rodman Flender       |
| 2013 | Condenados                             | Glori Shettles          | Atom Egoyan          |
| 2012 | Los babymakers                         | Allison                 | Jay Chandrasekhar    |
| 2011 | Young Adult                            | Sandra Freehauf         | Jason Reitman        |
| 2010 | Hot Tub Time Machine                   | Kelly                   | Steve Pink           |
| 2009 | Observe and Report                     | Nell                    | Jody Hill            |
| 2009 | 17 otra vez                            | Wendy                   | Burr Steers          |
| 2008 | Como en casa en ningún sitio           | Cindy                   | Seth Gordon          |
| 2008 | Semi-Profesional. Un equipo de pelotas | Melinda                 | Kent Alterman        |
| 2007 | The Wager                              | Reportera               | Judson Pearce Morgan |
| 2007 | Great World of Sound                   | Empleada del aeropuerto | Craig Zobel          |
| 2006 | The Foot Fist Way                      | Denise                  | Jody Hill            |

### Televisión
| Año       | Serie                                  | Papel                 | Episodios                   |
| --------- | -------------------------------------- | --------------------- | --------------------------- |
| 2014      | Things You Shouldn't Say Past Midnight | Nancy                 | 4 episodios                 |
| 2013      | Royal Pains                            | Greer                 | "Chock Full O' Nuts"        |
| 2013      | Mad Men                                | Brenda                | "Collaborators"             |
| 2013      | The Office                             | Alice                 | "Moving On"                 |
| 2012-2013 | Next Caller                            | Stella                | 5 episodios                 |
| 2012      | Megawinner                             | Melissa               | Película de TV              |
| 2012      | Fetching                               | Liza                  | 15 episodios                |
| 2011      | Con derecho a roce                     | Megan Harriman        | "The Benefit of Forgetting" |
| 2011      | Traffic Light                          | Michelle              | "All the Precedent's Men"   |
| 2011      | Lovelives                              | Holly                 | Película de TV              |
| 2010-2011 | Cougar Town                            | Kirsten               | 8 episodios                 |
| 2010      | De culo y cuesta abajo                 | Compradora de la casa | "Eastbound & Down"          |
| 2010      | 100 Questions                          | Jill                  | 6 episodios                 |
| 2010      | Cómo conocí a vuestra madre            | Sarah                 | "Zoo or False"              |
| 2009      | Greek                                  | Kiki                  | "Dearly Beloved"            |
| 2009      | Reaper                                 | Olivia                | "The Home Stretch"          |

### Cortometrajes
| Año  | Título                        | Papel                           | Director       |
| ---- | ----------------------------- | ------------------------------- | -------------- |
| 2012 | The Pilgrim & the Private Eye | Estudiante de dirección de cine | Joel Johnstone |